# Тайожна
57°39′54″ пн. ш. 125°17′16″ сх. д. / 57.665° пн. ш. 125.28777777778° сх. д.

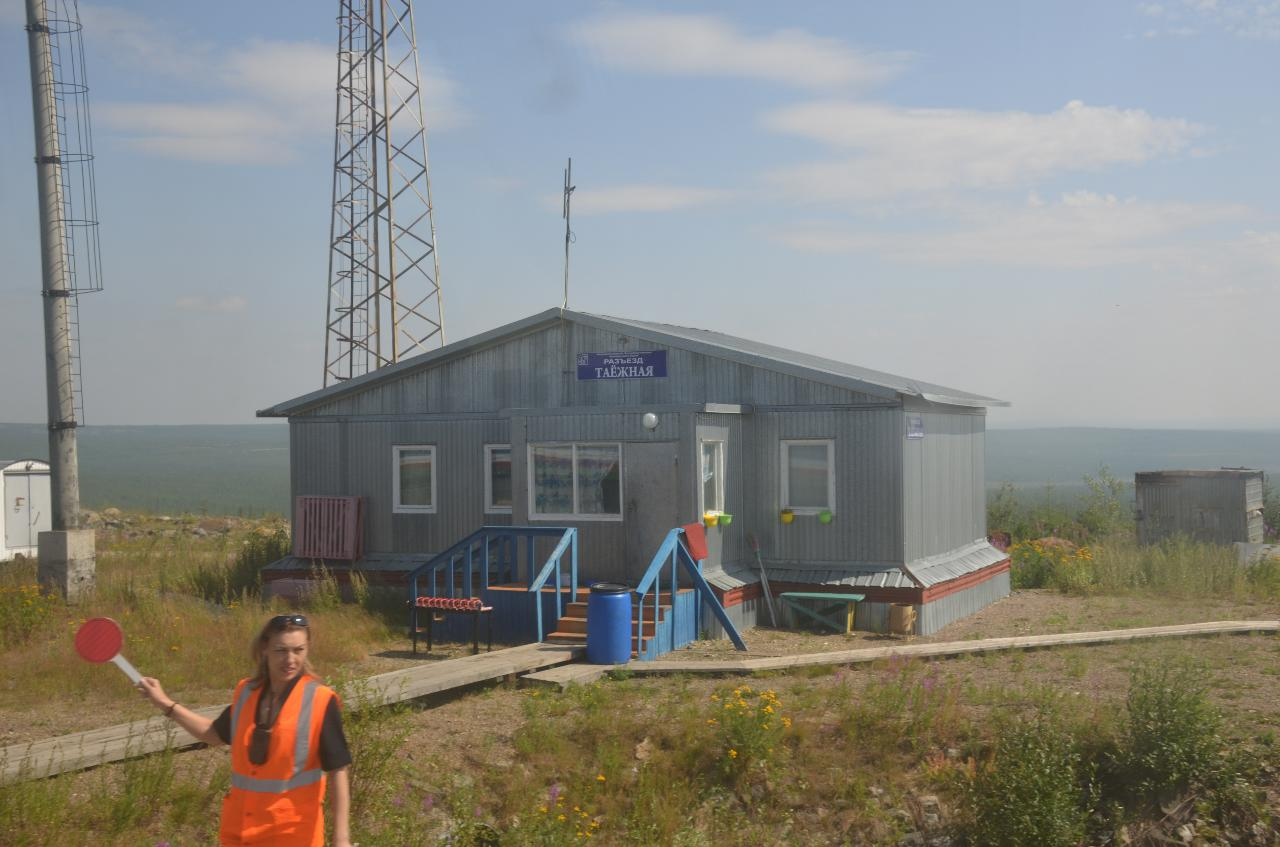
Вокзал

Тайожна (також Тайожний; рос. Таёжная) — роз'їзд Якутської залізниці (Росія), розміщений на дільниці Нерюнгрі-Пасажирська — Нижній Бестях між роз'їздами Огоньйор (відстань — 44 км) і Великий Німнир (59 км). Відстань до ст. Нерюнгрі-Пасажирська — 149 км, до транзитного пункту Тинда — 378 км.